# Theo Bischoff
Theo Bischoff (* 7. November 1926 in Radolfzell am Bodensee; † 17. November 1997 in Stuttgart) war ein deutscher Agrarwissenschaftler, insbesondere der Agrartechnik, und Professor für Verfahrenstechnik in der Tierproduktion und landwirtschaftliches Bauwesen an der Universität Hohenheim.

## Leben und Wirken
Nach der Reifeprüfung 1946 und einer Landwirtschaftslehre studierte Bischoff Agrarwissenschaften an der damaligen Landwirtschaftlichen Hochschule Hohenheim (LHH) und schloss 1951 als Diplomlandwirt ab. Mit einem Forschungsauftrag des Bundesministeriums für Ernährung, Landwirtschaft und Forsten Bonn erarbeitete er eine Dissertation, mit der er 1953 die Promotion zum Dr. agr. der LHH erhielt. Als wissenschaftlicher Assistent am Institut für Wirtschaftslehre des Landbaus in Hohenheim und als wissenschaftlicher Mitarbeiter der Daimler Benz AG schuf er die Voraussetzungen für seine Habilitation für das Lehrgebiet Wirtschaftslehre des Landbaus in Hohenheim (1962). Bischoff war danach Privatdozent und Abteilungsvorsteher der Versuchsbetriebe des Instituts der Landwirtschaftlichen Hochschule bzw. der Ackerbauschule Hohenheim. 1968 folgte seine Ernennung zum außerplanmäßigen und zum ordentlichen Professor – nun an der Universität Hohenheim. Ab 1971 war er Inhaber des Lehrstuhls Verfahrenstechnik in der Tierproduktion und landwirtschaftliches Bauwesen, den er bis zur Emeritierung 1992 innehatte. Theo Bischoff lebte in Stuttgart-Hohenheim.

## Hauptforschungsgebiete
Die Hauptforschungsgebiete waren: Körnerfrucht-  und Halmfutterkonservierung; Aufbereitung tierischer Exkremente; Arbeitswissenschaft; Weiterentwicklung von Haltungsverfahren; Planung landwirtschaftlicher Betriebe; Landwirtschaftliche Verfahrenstechnik; Verfahrenstechnik in der Tierproduktion.

## Publikationen (Auswahl)
- Biographische Literatur Festschrift anlässlich der Emeritierung von Professor Theo Bischoff. Institut für Agrartechnik und Landesanstalt für Landwirtschaftliches Maschinen- und Bauwesen Universität Hohenheim. Fachgebiet Verfahrenstechnik in der Tierproduktion und Landwirtschaftliches Bauwesen. Stuttgart 1992
- Eine umfangreiche Literaturliste ist in der Personalakte im Archiv der UH vorhanden